# 6237 Chikushi
6237 Chikushi eller 1989 CV är en asteroid i huvudbältet som upptäcktes den 4 februari 1989 av den japanska astronomen Tsutomu Seki vid Geisei-observatoriet. Den är uppkallad efter delar av Fukuoka prefektur i Japan.
Asteroiden har en diameter på ungefär 37 kilometer och den tillhör asteroidgruppen Hilda.